# Нерсисян, Гурген Гарникович
Гурген Гарникович Нерсисян (арм. Գուրգեն Գառնիկի Ներսիյան; род. 15 октября 1985, Степанакерт) — государственный деятель непризнанной Нагорно-Карабахской Республики. Государственный министр НКР (с февраля по август 2023 года). Генеральный прокурор НКР (2021—2023).

## Биография
Родился 14 октября 1985 года в Степанакерте. Учился в местной школе № 10 имени Исаакяна. Окончил Арцахский государственный университет (2007).
Начал трудовую деятельность в 2007 году в системе прокуратуры НКР, где работал на различных должностях.
11 февраля 2021 года был избран карабахским парламентом генеральным прокурором. После отставки с поста государственного министра НКР Рубена Варданяна президент непризнанной республики Араик Арутюнян 23 февраля 2023 года назначил на освободившуюся должность Гургена Нерсисяна. На этом посту Нерсисян проработал до 31 августа 2023 года.

## Награды и звания
- Медаль Мхитара Гоша (13 октября 2016, НКР)[2]
- Медаль «За укрепление законности» Генерального прокурора НКР (22 ноября 2019)[2]

## Личная жизнь
Женат, воспитывает сына и двух дочерей.